# Атлькауало

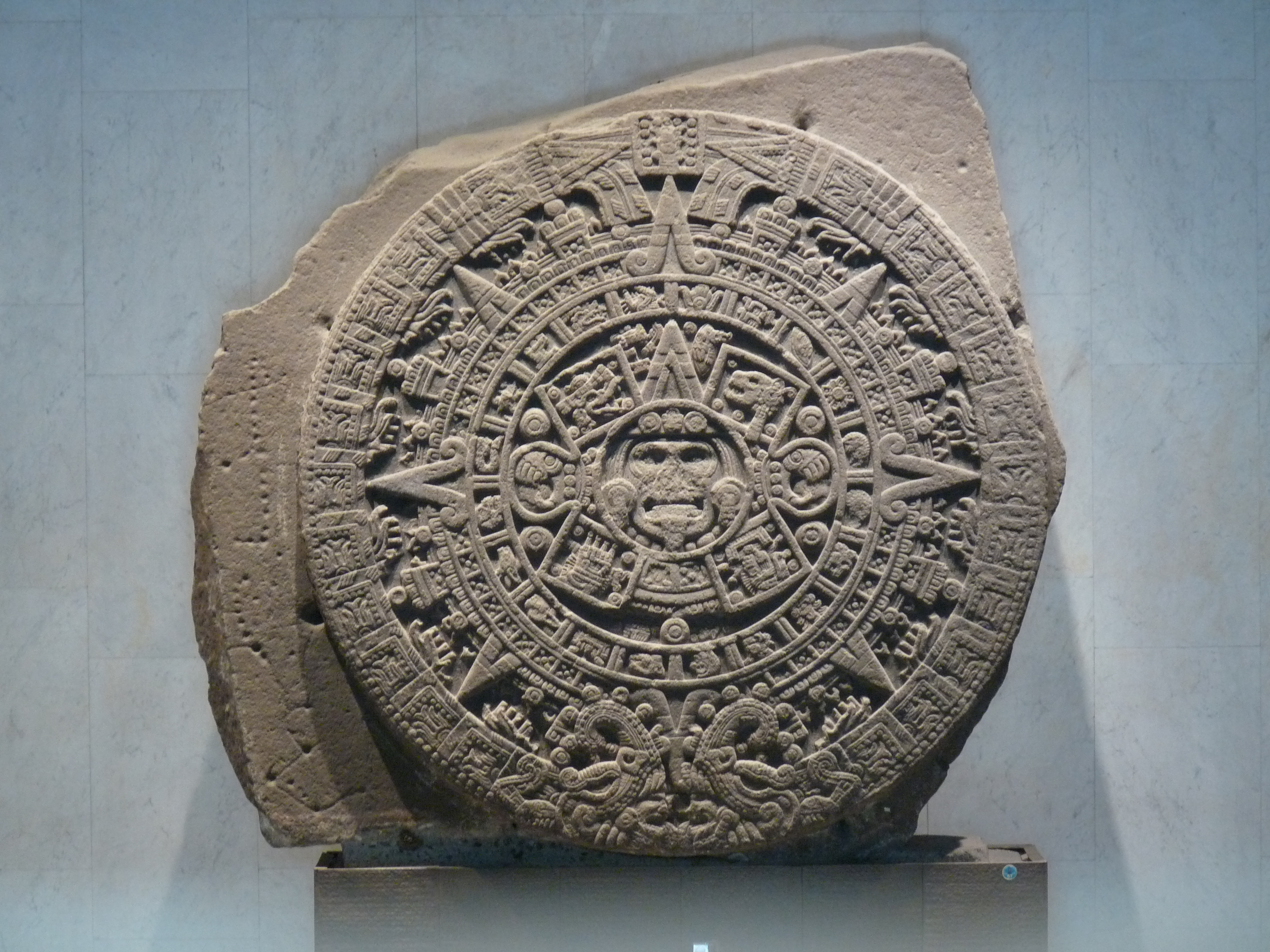
Моноліт Каменя Сонця, також званий Календарем ацтеків (Національний музей антропології та історії, Мехіко)

Атлькауало (науатль Ātlcāhualo, у перекладі: «Припинення вод») — перший двадцятиденний місяць («вейнтена») ацтекського календаря шиуповаллі, що тривав приблизно від 13 лютого до 4 березня. Також назва свята на честь божеств Тлалока і Чальчіутлікуе, яке щороку проводилося цього місяця.

## Календар
Календар ацтеків складався з двох циклів: шиуповаллі (науатль xiuhpohualli, що означає «рахунок років», відповідає хаабу в мая) і ритуального 260-денного тональповаллі (науатль tonalpohualli, що означає «рахунок днів» або «рахунок доль», відповідає цолькіну в мая). Шиуповаллі і тональповаллі збігалися кожні 52 роки, утворюючи так званий «вік», що називався «Новим Вогнем». Ацтеки вірили, що наприкінці кожного такого 52-річного циклу світу загрожує небезпека бути знищеним, тож початок нового відзначали особливими урочистостями. Сто «віків», у свою чергу, складали 5200-річну еру, називану «Сонцем».
365-денний шиуповаллі складався з 18 двадцятиденних «місяців» (або veintenas) плюс додаткові 5 днів наприкінці року.

## Свято
Свято Атлькауало було особливо радісним, оскільки наставало після мертвих днів немонтемі. Атлькауало знаменувало початок сезону посухи, тому місяць був часом шанування божеств, які керували водою і дарували дощ.
Під час атлькауало люди прикрашали місто прапорами і ставили їх у храмових кварталах та дворах будинків. Традиції шанування Тлалока цього місяця включали принесення в жертву дітей. Жертвопринесення у цей час відбувалися не лише у храмах, а й у горах (наприклад, на горі Тлалока), оскільки ацтеки вважали, що дощ народжують саме гори. Під час свята також виголошували молитви Чальчіутлікуе, богині прісної води, озер, морів і річок, і Кетцалькоатлю в його втіленні бога вітру Еекатля, чиє дихання жене по небу сонце і підмітає дороги Тлалока.